# Jaroslav Weigel
Jaroslav Weigel (Rychnov nad Kněžnou, 1931. január 2. – Prága, 2019. szeptember 5.) cseh színész.

## Filmjei
- Joachim, dobd a gépbe! (Jáchyme, hoď ho do stroje!) (1974)
- Magány az erdőszélen (Na samotě u lesa) (1976)
- Fiacskám, én készültem! (Marečku, podejte mi pero!) (1976)
- Gömbvillám (Kulový blesk) (1979)
- Főúr, tűnés! (Vrchní, prchni!) (1981)
- Holnemvolt (Jára Cimrman ležící, spící) (1983)
- Hajmeresztő hajnövesztő (Rozpuštěný a vypuštěný) (1985)
- Nejistá sezóna (1988)
- Kihirdettetik a szerelmetek (Oznamuje se láskám vašim) (1989)
- Strašidlo cantervillské (1989, tv-film)
- Pražský student (1990, tv-sorozat, három epizódban)
- Černobílá pohádka (1994, tv-film)
- Drákuluv svagr (1996, tv-film)
- Dobrodružství pod postelí (1997, tv-film)
- Případy detektivní kanceláře Ostrozrak (2002, tv-sorozat, egy epizódban)
- Csereüvegek (Vratné lahve) (2007)
- České nebe (2010)